# أولريك بيدرسن
أولريك بيدرسن (بالدنماركية: Ulrik Pedersen)‏ هو لاعب كرة قدم دنماركي في مركز الوسط، ولد في 11 يناير 1974 في أودنسه في الدنمارك. لعب مع نادي أودنسه.